# جزیره شهر (فیلم)
جزیرهٔ سیتی (به انگلیسی: City Island) فیلمی آمریکایی در ژانر کمدی-درام محصول سال ۲۰۰۹ به نویسندگی و کارگردانی ری‌موند د فلیتا است. در این فیلم، اندی گارسیا، جولیانا مارگولیس، آلن آرکین، امیلی مورتیمر و ازرا میلر بازی کرده‌اند. این فیلم نخستین بار در جشنواره فیلم ترایبکا در شهر نیویورک در تاریخ ۲۶ آوریل ۲۰۰۹ به نمایش درآمد. عنوان فیلم اشاره دارد به جزیره سیتی در  در منطقهٔ برانکس نیویورک که داستان فیلم در آن‌جا روی می‌دهد.

## داستان
وینس ریزو، نگهبان زندان، همراه خانوادهٔ پرآشوبش در جزیرهٔ سیتی در برانکس زندگی می‌کند؛ خانواده‌ای که همهٔ اعضایش رازی را پنهان کرده‌اند. وینس متوجه می‌شود که پسر نامشروع و ناشناخته‌اش، تونی ناردلا، اکنون ۲۴ ساله است و در همان زندانی که خودش در آن کار می‌کند زندانی است. بدون آن‌که حقیقت را برای خانواده‌اش فاش کند، وینس تونی را از زندان آزاد می‌کند و به‌عنوان خدمتکار به خانه‌اش می‌آورد تا بتواند به پسرش که از وجود او بی‌خبر است نزدیک شود. از سوی دیگر، وینس به‌طور پنهانی در کلاس‌های بازیگری مایکل مالاکوف شرکت می‌کند و پیوندی افلاطونی با مالی، بازیگر نوپا، برقرار می‌سازد.
در همین حال، ویویان، دختر ۲۰ سالهٔ وینس (که نقش او را دختر واقعی اندی گارسیا بازی می‌کند)، به خانواده نگفته که از دانشگاه اخراج شده، بورسیه‌اش را از دست داده، پروتز سینه گذاشته و برای تأمین هزینهٔ ترم بعدی، به کار در کلوب شبانه روی آورده‌است. وینی، فرزند نوجوان کوچک‌ترشان، به‌طور پنهانی به فتیش جنسی «خوراندن غذا به زنان چاق» علاقه دارد و دربارهٔ همسایهٔ چاق‌شان، دنیز، خیال‌پردازی می‌کند. از سوی دیگر، جویس، همسر وینس، که احساس می‌کند صمیمیت زناشویی‌شان از بین رفته، بی‌خبر از اینکه تونی پسرخوانده‌اش است، به‌دنبال برقراری رابطهٔ جنسی با او می‌رود.
وینس موفق می‌شود در یک فیلم از مارتین اسکورسیزی نقش بگیرد، در حالی‌که جویس و تونی متقابلاً به‌دنبال جلب توجه جنسی یکدیگرند. وینس جونیور با همسایه‌شان دوست می‌شود و از طریق او به دختری چاق به نام شریل که در مدرسه به او علاقه‌مند است نزدیک می‌شود.
با افشای تدریجی رازهای اعضای خانواده، تنش‌ها بالا می‌گیرد. تونی، که از دیوانگی خانوادهٔ ریزو خسته شده، قصد فرار دارد و ماشین‌شان را می‌دزدد، اما در مسیر، ویویان را در کلوب شبانه می‌بیند. درست زمانی که اوضاع در آستانهٔ فروپاشی خشونت‌بار است، وینس همه‌چیز را افشا می‌کند و تونی با ناباوری درمی‌یابد که خانوادهٔ به‌ظاهر عجیب و آشفته‌ای که می‌خواسته از آن فرار کند، در واقع خانوادهٔ خودش است. ویویان و دیگر اعضا نیز به اشتباهاتشان اعتراف می‌کنند و وینس مشکلات خانوادگی‌شان را می‌پذیرد و خواهان رفع آن‌ها می‌شود. خانواده در نهایت با بخشش و پذیرش یکدیگر دوباره گرد هم می‌آیند و تونی را به‌عنوان عضوی تازه در این خانوادهٔ عجیب ولی دوست‌داشتنی می‌پذیرند. وینس نیز نقش در فیلم را به دست می‌آورد.

## بازیگران
اندی گارسیا در نقش وینس ریزو پدر
جولیانا مارگولیس در نقش جویس ریزو
استیون استریت در نقش تونی ناردلا
امیلی مورتیمر در نقش مالی
ازرا میلر در نقش وینس ریزو پسر
دومینیک گارسیا-لوریدو در نقش ویویان ریزو
کری بیکر رینولدز در نقش دنیز
هوپ گلندون-راس در نقش شریل
آلن آرکین در نقش مایکل مالاکوف
کرتیس کوک در نقش مت کرانیف
سارا سالتزبِرگ در نقش مدیر انتخاب بازیگر
جی یانگ هان در نقش دستیار انتخاب بازیگر

## بازخورد

### گیشه
جزیرهٔ سیتی با بودجه‌ای ۶ میلیون دلاری، در گیشه عملکردی نسبتاً موفق داشت و ۶٬۶۷۱٬۰۳۶ دلار در آمریکا و مجموعاً ۷٬۸۷۵٬۸۶۲ دلار در سراسر جهان فروش کرد.

### نظر منتقدان
ری‌موند د فلیتا با گرما، انسانیت و حس طبیعی طنز، و با کمک اندی گارسیا و گروه بازیگری توانمند، فیلمی تأثیرگذار ساخته‌است.
این فیلم در متاکریتیک که از میانگین وزنی استفاده می‌کند، بر اساس نظر ۲۸ منتقدین امتیاز ۶۶ از ۱۰۰ را کسب کرده که نشان‌گر «نقدهای عموماً مطلوب» است.

## جوایز
برندهٔ جایزهٔ نخست تماشاگران در جشنواره فیلم ترایبکا.